# Tamboril
Tamboril est une municipalité dominicaine, située dans la province de Santiago.

## Géographie
Tamboril est située au nord-ouest de la province, à 230 m d'altitude et au pied de la Cordillère septentrionale. La municipalité, qui comprend le district municipal de Canca La Piedra et six sections rurales, s'étend sur 70,6 km2. Elle n'est distante que d'une dizaine de kilomètres du centre de Santiago de los Caballeros et tend à être intégrée à son agglomération.
En 2010, sa population s'élevait à 51 695 habitants, dont 11 995 pour le district municipal. L'accroissement de la population sur la période 2002-2010 a été de 1,7 %. Durant l'année 2010, la municipalité a enregistré 314 mariages, 224 décès, et 753 naissances.

## Histoire
La municipalité a été créée en 1900 sous le nom de Peña. Elle a pris son nom actuel en 1962.

## Économie
L'économie de Tamboril repose essentiellement sur l'agriculture: bananes, manioc, patates douces, tabac, maïs, avocats, oranges, etc.

### Industrie
L'activité manufacturière est dynamique dans la fabrication de cigarettes, de chocolat et de salaisons. La municipalité abrite un parc industriel en zone franche qui emploie 1 158 personnes.

### Ressources géologiques
Le sol de Tamboril est riche en ambre.

## Équipements
Tamboril possède un hôpital public et plusieurs cliniques. On y trouve aussi cinq écoles primaires, six collèges privés et un lycée, ainsi qu'une bibliothèque.